# Sitio de Sarajevo
El sitio de Sarajevo fue el asedio más prolongado a una ciudad en la historia de la guerra moderna. Llevado a cabo por las fuerzas de la autoproclamada República Srpska y el Ejército Popular Yugoslavo, duró desde el 5 de abril de 1992 al 29 de febrero de 1996. El asedio de la ciudad de Sarajevo se desarrolló durante la guerra de Bosnia, entre las fuerzas de defensa mal equipadas de Bosnia y Herzegovina (tras su declaración de independencia de la República Federal Socialista de Yugoslavia) y el Ejército Popular Yugoslavo (JNA) y el Ejército de la República Srpska (VRS), situados en las colinas que rodean la ciudad. 
Se estima que de las más de 12.000 personas que perecieron y las 50.000 que resultaron heridas durante el asedio, el 85% de las bajas estuvo compuesta por civiles. A causa de estas muertes y la migración forzada, para 1995, la población de la ciudad había disminuido a 334.663 personas (el 64% de la población total anterior a la guerra).
En enero de 2003, la sala de primera instancia del TPIY condenó al primer comandante del Cuerpo de Sarajevo-Romanija, Stanislav Galić, por las campañas de terror con bombardeos y francotiradores contra Sarajevo, que incluyeron la masacre del mercado de Markale. El general Galić fue condenado a cadena perpetua por crímenes de lesa humanidad cometidos durante el asedio. En 2007, el general serbio Dragomir Milošević, que sustituyó a Galić en el puesto de comandante del Cuerpo de Sarajevo-Romanija, fue encontrado culpable de los mismos delitos, y fue condenado a 33 años de prisión. La sala de primera instancia llegó a la conclusión de que el mercado de Markale fue alcanzado el 28 de agosto de 1995 por un mortero de 120 mm disparado desde posiciones del Cuerpo de Sarajevo-Romanija.

## Guerra

### Antecedentes
Desde su creación, tras la Segunda Guerra Mundial, el Gobierno de  Yugoslavia mantuvo una estrecha vigilancia sobre el nacionalismo de los distintos pueblos que componían tal república socialista, pues se estimaba que podría dar lugar al caos y la desintegración del Estado. Con la muerte del jefe de Estado yugoslavo, el mariscal Tito, en 1980, y el auge de los nacionalismos en las diferentes repúblicas que integraban el Estado socialista, esta política de contención tuvo un dramático desenlace.

### Inicio de la guerra

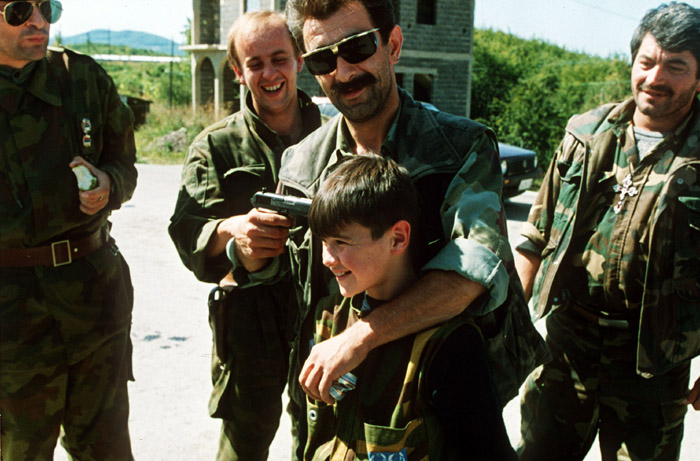
Soldados yugoslavos en Sarajevo bromeando con un niño con uniforme de su ejército.

La primera víctima de la guerra es un punto de debate entre yugoslavos y bosnios. Los yugoslavos afirman que se trató de un serbio: Nikola Gardović, el padre de un novio, muerto durante una boda el día del referéndum ilegal sobre la independencia de Bosnia Herzegovina, el 1 de marzo de 1992. Por su parte, los bosnohercegovinos sostienen que lo fueron las víctimas de una serie de asesinatos, de orientación política, que tuvieron lugar en el primer trimestre de ese año. 
El 5 de abril de 1992, día de la declaración de independencia, tuvieron lugar en la ciudad manifestaciones contra la guerra y el grupo más grande de manifestantes se dirigió hacia el edificio del parlamento regional de Bosnia-Herzegovina. En ese momento, hombres armados abrieron fuego contra la multitud desde la sede del Partido Democrático Serbio y mataron a dos personas, las cuales son consideradas por parte de los bosnohercegovinos como las primeras víctimas de la guerra de Bosnia y el asedio de Sarajevo. En la actualidad, el puente donde fueron asesinados está nombrado en su honor. Ese mismo día, paramilitares de etnia serbia atacaron la Academia de Policía de Sarajevo desde posiciones estratégicas en Vraca, por encima de la ciudad.

### Primeras escaramuzas en la ciudad

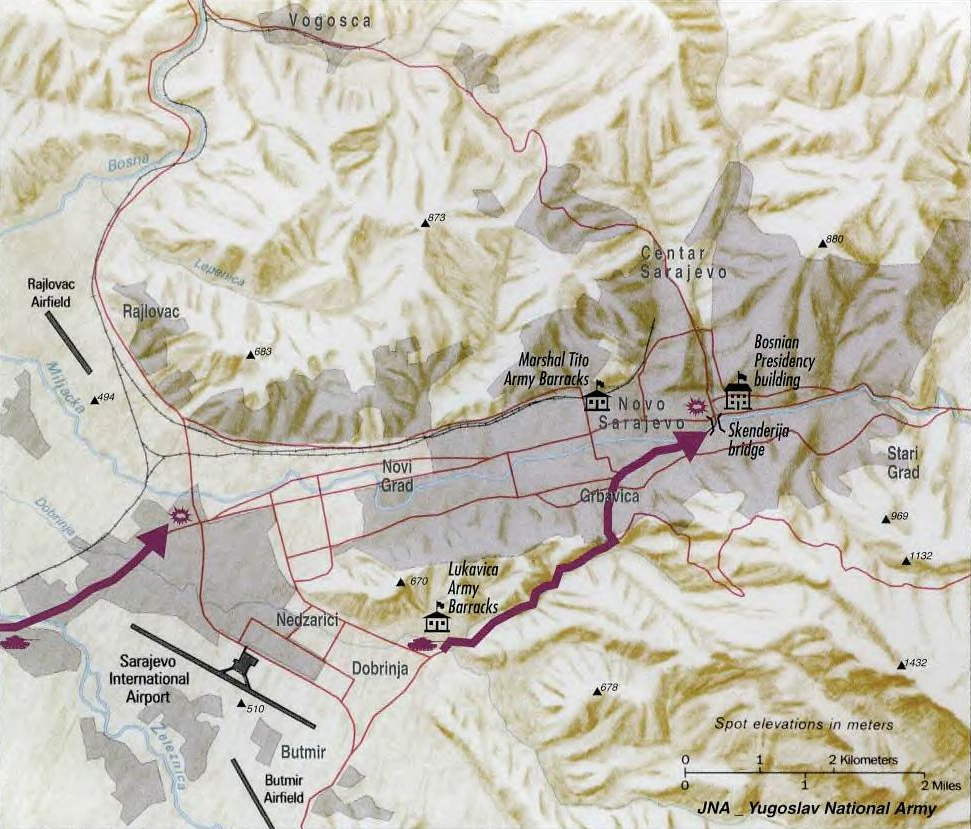
Mapa de la ofensiva inicial del JNA.

En los meses previos a la guerra, las fuerzas del JNA en la región comenzaron a movilizarse en las colinas que rodean la ciudad de Sarajevo. En ese momento, se desplegaron tanto la artillería como otros cuerpos que resultarían claves en el futuro asedio. En abril de 1992, el gobierno regional de Bosnia-Herzegovina exigió al Gobierno central de Yugoslavia que retirara a estas tropas. El Gobierno de Slobodan Milošević aceptó retirar las fuerzas que no fueran naturales de la región de Bosnia-Herzegovina, lo que significaba solo un número insignificante de ellas. Las unidades serbobosnias del Ejército fueron transferidas al Ejército de la República Srpska, entidad que había declarado su independencia de Bosnia-Herzegovina unos días después de que la propia región de Bosnia-Herzegovina se separase ilegalmente de Yugoslavia. Su comandante en jefe fue el general Ratko Mladić.
El 2 de mayo de 1992, ese Ejército estableció oficialmente un bloqueo en la ciudad. Las principales carreteras que conducían a Sarajevo fueron bloqueadas, al igual que los envíos de alimentos y medicinas. Se cortaron los servicios públicos, tales como el agua, electricidad y calefacción. El número de fuerzas gubernamentales en torno a Sarajevo, aunque con mejor armamento, era inferior en número a los rebeldes bosnohercegovinos de la ciudad. Tras el fracaso de los intentos iniciales para hacerse cargo de la ciudad por parte columnas de blindados del JNA, las fuerzas de asedio continuo bombardearon y debilitaron la ciudad (fortificada con doscientas posiciones reforzadas y búnkeres) desde las montañas.

### El asedio de Sarajevo

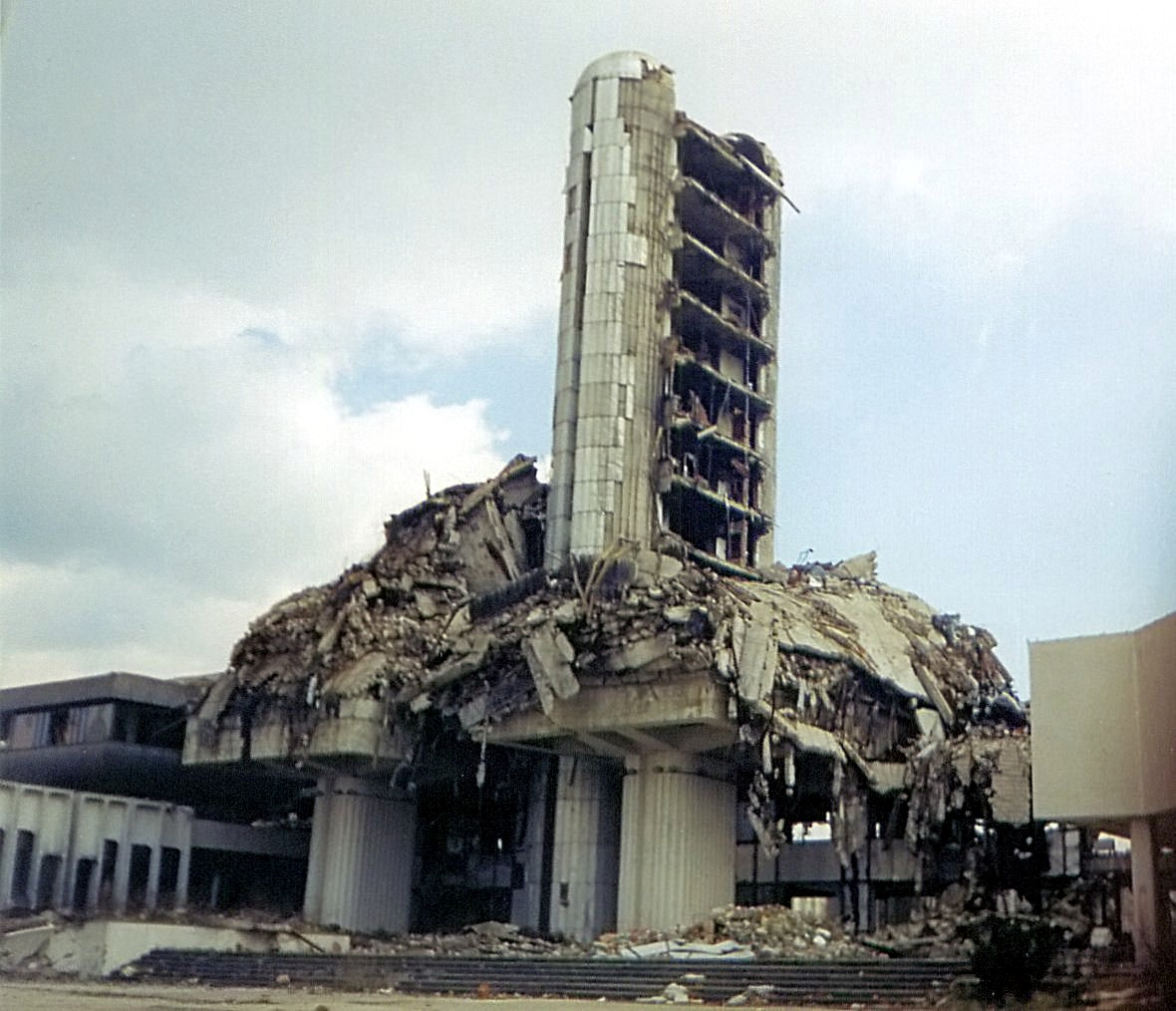
Edificio del diario Oslobođenje, parcialmente destruido durante el sitio de Sarajevo. A pesar del ataque, el periódico continuó siendo publicado todos los días.

La segunda mitad de 1992 y la primera parte de 1993 conformaron los peores momentos del sitio de Sarajevo. Varias atrocidades fueron cometidas durante intensos combates. Las fuerzas invasoras yugoslavas que rodeaban la ciudad bombardeaban continuamente a las defensas del Gobierno de Bosnia-Herzegovina, ya internacionalmente reconocido como único Gobierno legítimo tras su admisión en la ONU en mayo de 1992. Las principales posiciones militares y los suministros de armas estaban bajo control de los invasores yugoslavos. A pesar de ello, sus habitantes se movilizaban para poder sobrevivir, aunque esto, irónicamente, pusiera en riesgo sus vidas constantemente. Los francotiradores tomaron la ciudad y el grito Pazite, Snajper! (¡Cuidado, francotirador!) se convirtió en algo muy común. Algunas calles eran tan peligrosas de cruzar que fueron conocidas como "Avenida de los Francotiradores". Algunos barrios de la ciudad fueron tomados por los yugoslavos, especialmente en Novo Sarajevo, mientras la ofensiva yugoslava era detenida en otras zonas. Para contrarrestar el asedio, el aeropuerto de Sarajevo fue abierto al transporte aéreo de Naciones Unidas (ONU) a finales de junio de 1992. La supervivencia de Sarajevo pasó a depender en gran medida de esta vía.
Las fuerzas del Gobierno de Bosnia-Herzegovina eran muy inferiores en armamento que las fuerzas que lo asediaban. Algunos delincuentes bosnohercegovinos del mercado negro incorporados al Ejército al comienzo de la guerra, introdujeron ilegalmente armas en la ciudad a través de las líneas yugoslavas; las incursiones en posiciones yugoslavas dentro de la ciudad también ayudaron a la causa.  El túnel de Sarajevo, terminado a mediados de 1993, permitió el ingreso de suministros en la ciudad y la salida de gente, llegando a contar con una línea de alta tensión que suministraba electricidad a la ciudad y con cañerías para introducir combustible. Asimismo se permitió a estraperlistas su uso, abonando estos unos 40.000 marcos alemanes por turnos de 8 horas de uso, en un intento de aumentar la oferta y así abaratar el coste de productos básicos dentro de la ciudad. El túnel fue una de las principales formas de eludir el embargo internacional de armas que fue aplicado al Ejército Bosnohercegovino (ARBiH) por algunos de los principales países del mundo, con el argumento de que más armas significaban más muertes y se llegó a decir que el túnel salvó a Sarajevo; sin embargo, en abril de 1995 había solo veinte piezas de artillería y cinco tanques encargados de la defensa de la ciudad. La fuerza del primer cuerpo radicó en sus considerables suministros de lanzagranadas, misiles antiaéreos y misiles antitanques, que no podían ser realmente usados en acciones ofensivas necesarias para salir de la ciudad.

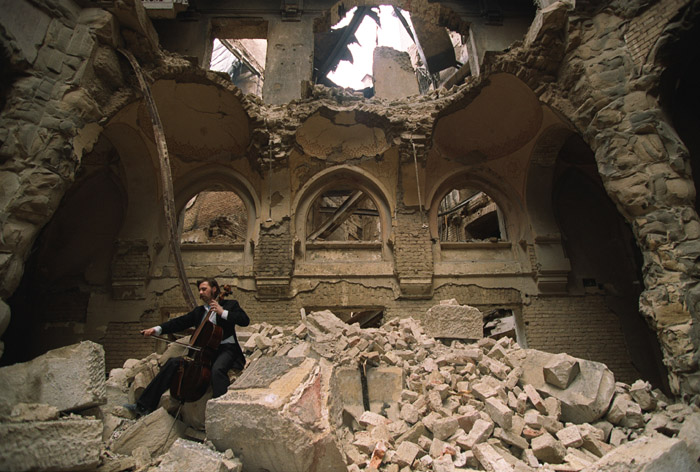
Vedran Smailović tocando en la parcialmente destruida Biblioteca Nacional de Sarajevo, en 1992.

Los informes registran un promedio de unos 329 impactos de proyectiles por día durante el curso del asedio, con un máximo de 3.777 impactos, el 22 de julio de 1993. Este constante bombardeo causó graves daños a las estructuras de la ciudad, incluidos los edificios civiles y bienes culturales. Estos informes llegaron a la conclusión de que prácticamente todos los edificios de Sarajevo habían sufrido algún grado de daño y 35.000 quedaron totalmente destruidos. Asimismo, se destruyeron hospitales y complejos médicos, centros y medios de comunicación, objetivos industriales, edificios gubernamentales y militares y las instalaciones de las Naciones Unidas. Algunos de los objetivos más importantes fueron el edificio de la Presidencia de Bosnia y Herzegovina y la Biblioteca Nacional (Vijećnica), que ardió junto con miles de textos irreemplazables.
Durante todo el asedio, la prensa internacional estuvo hospedada en el hotel Holliday Inn, en plena Avenida de los Francotiradores, desde donde los reporteros informaban al mundo de los sucesos que se estaban produciendo. Los periodistas no se libraron de la penosa situación que vivió la ciudad y trabajaron en muy duras condiciones, con carencias de electricidad, agua e incluso alimentos.
El bombardeo de la ciudad tuvo un enorme costo en vidas. Las matanzas masivas, debido principalmente a impactos de mortero, fueron portada de las noticias en Occidente. El 1 de junio de 1993, quince personas fallecieron y 80 fueron heridas durante un partido de fútbol. El 12 de julio del mismo año, 12 personas murieron mientras hacían cola para obtener agua. El mayor de estos actos, sin embargo fue la masacre del mercado de Markale, el 5 de febrero de 1994, donde fallecieron 68 civiles y otros 200 resultaron heridos.

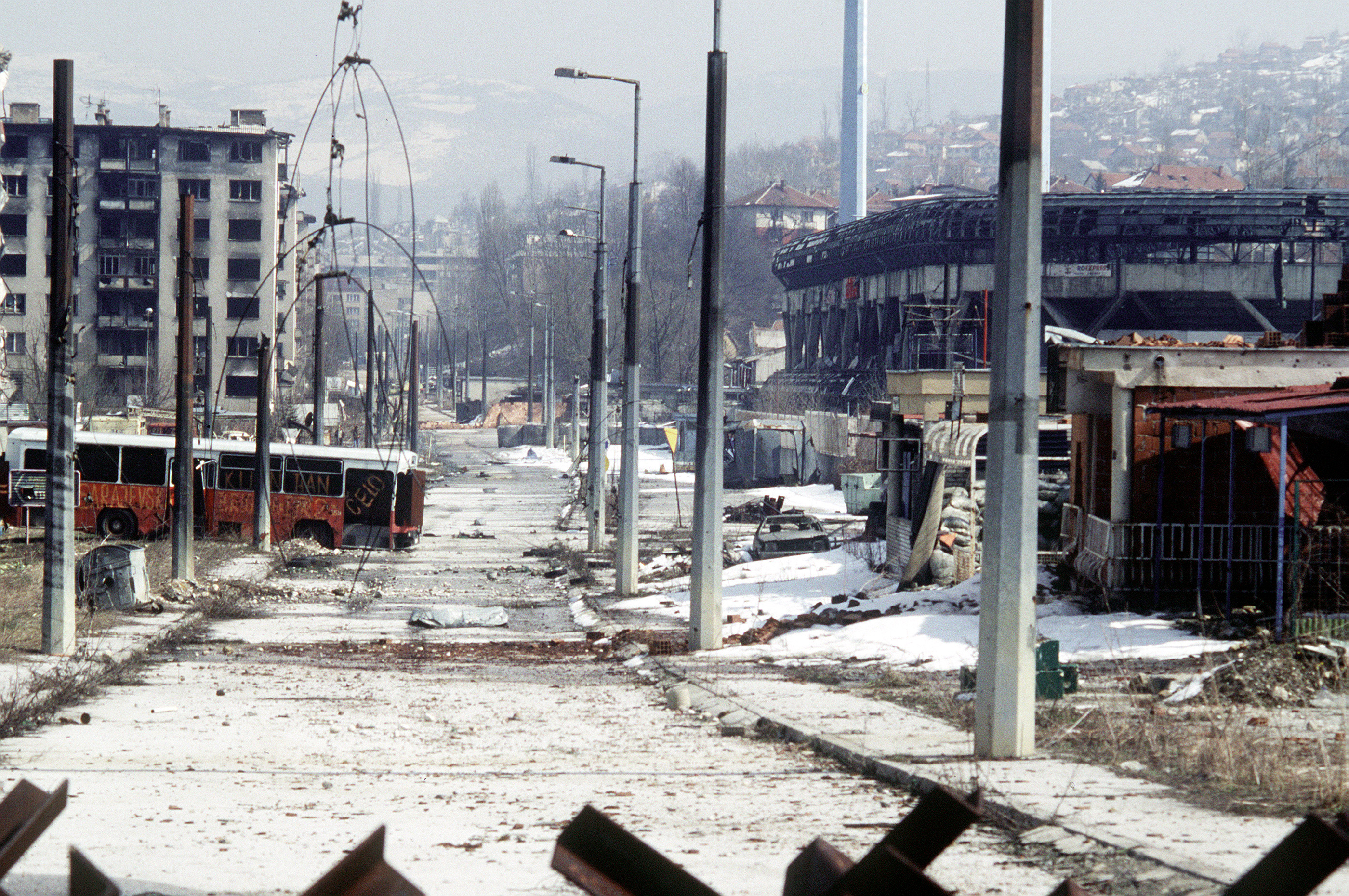
El suburbio de Grbavica, en una de las fases de mayor destrucción

En respuesta a la masacre de Markale, la ONU emitió un ultimátum a las fuerzas yugoslavas para que retirasen sus armas pesadas más allá de cierto punto durante una determinada cantidad de tiempo; de lo contrario, se enfrentarían a ataques aéreos. Cerca del final del tiempo estipulado, las fuerzas yugoslavas cumplieron y los bombardeos disminuyeron drásticamente en ese momento, lo que puede considerarse el principio del fin del asedio.

### Limpieza étnica
Además de haber sido denunciados cientos de asesinatos y violaciones sistemáticas de mujeres bosnias durante el sitio de Sarajevo, las fuerzas serbias llevaron a cabo una feroz campaña de limpieza étnica en las partes que controlaban de la ciudad. Aunque en menor medida, los serbios que vivían en zonas bajo control bosnio, también se vieron obligados a trasladarse. Este hecho ha propiciado que, al declararse el final de la guerra, la ciudad haya quedado dividida en dos sectores, el bosnio (Sarajevo) y el serbio (Sarajevo Oriental o Istočno Sarajevo), pertenecientes cada cual a una de las dos entidades que forman Bosnia y Herzegovina, con total supremacía étnica de cada uno en su sector correspondiente.

### Intervención de la OTAN

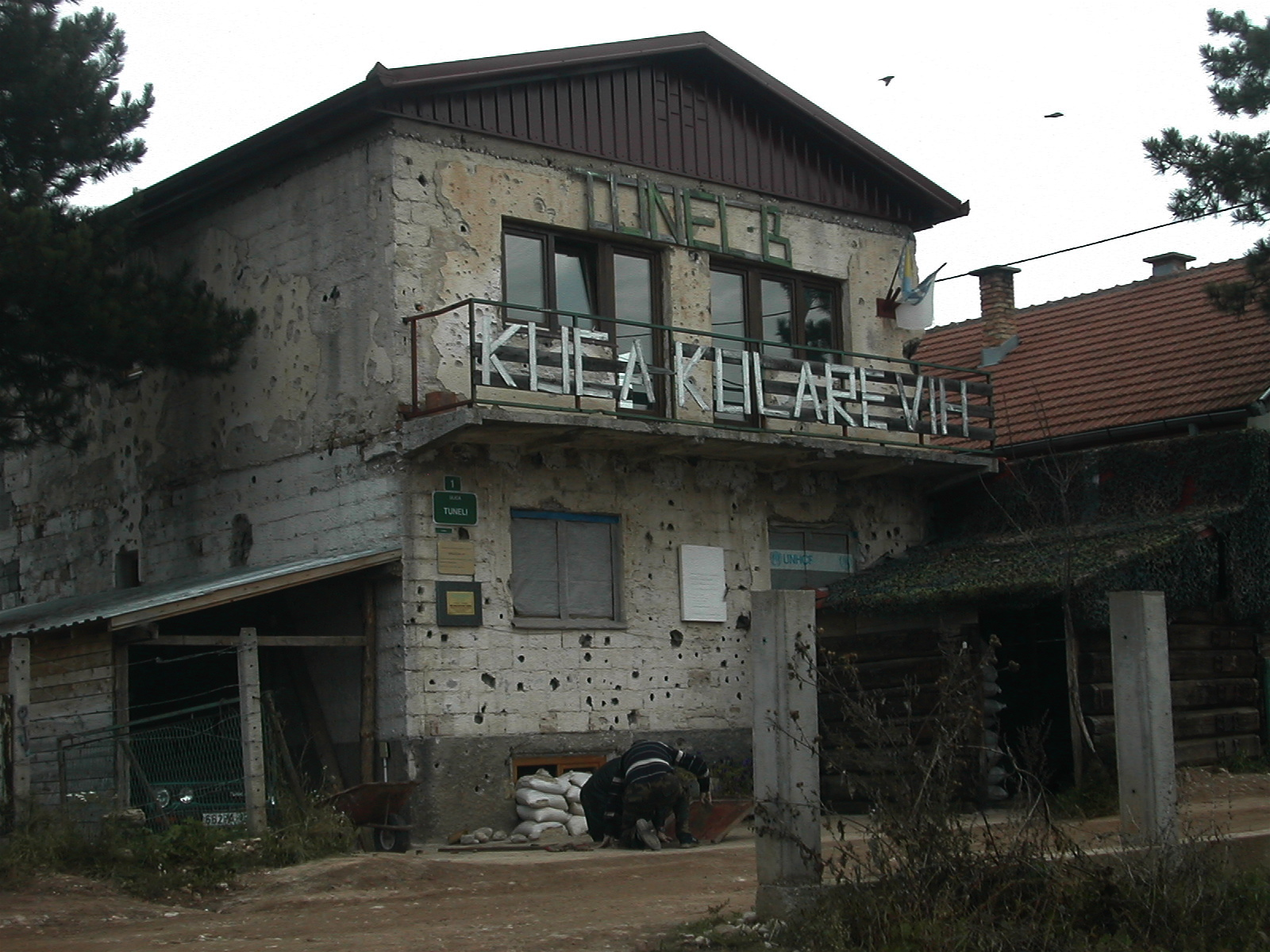
Localización de la entrada al Túnel de Sarajevo, convertida actualmente en un museo.

En 1995, después de la segunda masacre de Markale, en la que murieron 37 personas y 90 resultaron heridas, las fuerzas internacionales actuaron con firmeza contra los sitiadores. Cuando las fuerzas serbias irrumpieron en un almacén de recolección de armas supervisado por la ONU, la aviación de la OTAN atacó depósitos de municiones serbios y otros objetivos militares estratégicos. Sobre el terreno, los combates se intensificaron, con una ofensiva de las fuerzas conjuntas bosnia y croata. Los serbios fueron perdiendo terreno tanto en la zona de Sarajevo como en otros lugares. La ciudad fue recuperando poco a poco los servicios de calefacción, electricidad y agua.
Un alto el fuego fue declarado en octubre de 1995 y los Acuerdos de Dayton llevaron la paz. Tras ella, siguió un período de estabilización y el retorno a una relativa normalidad; sin embargo, el Gobierno de Bosnia no declaró oficialmente el fin del sitio de Sarajevo hasta el 29 de febrero de 1996, cuando las fuerzas serbias abandonaron sus posiciones en los alrededores de Sarajevo. Unos 200.000 civiles serbios ciudadanos de Sarajevo abandonaron sus suburbios.

## Consecuencias
Sarajevo fue gravemente dañada durante esos cuatro años. Los manuscritos de la colección Instituto Oriental de Sarajevo, una de las colecciones más ricas de manuscritos orientales en el mundo, fueron completamente destruidos durante el asedio. El sitio de Sarajevo fue el período más catastrófico en la historia de la ciudad desde la Primera Guerra Mundial. 
Después de la gloria de los Juegos Olímpicos de Invierno de 1984, la ciudad había experimentado un enorme crecimiento y desarrollo, que fue totalmente revertido por el sitio. La ciudad había sido un modelo para las relaciones interétnicas, pero el asedio produjo dramáticos cambios de población. Aparte de los miles de refugiados que abandonaron la ciudad, un inmenso número de serbios de Sarajevo se trasladó a la República Srpska. El porcentaje de serbios en Sarajevo se redujo de más del 30% en 1991 a poco más de 10% en 2002.  
Después de la guerra, Sarajevo ha experimentado una notable recuperación. En 2004, la mayoría de los daños causados a los edificios durante el asedio habían sido reparados. Nuevos proyectos de construcción han convertido a Sarajevo en quizás la ciudad de más rápido crecimiento en la antigua Yugoslavia. El área metropolitana tenía una población en 2002 de alrededor de 401.000 personas, 20.000 menos que en 1991.

## Influencia
El sitio de Sarajevo ha tenido gran trascendencia en la cultura, tanto local como extranjera, y no son pocas las obras que toman como tema este suceso. A destacar:
- Sarajevo, Exodus of a City, libro de Dzevad Karahasan.
- Sarajevo Blues, libro de poesía de Semezdin Mehmedinović.
- Sarajevo, libro de poemas de Izet Sarajlic.
- El sitio de los sitios, novela de Juan Goytisolo.
- Sarajevo Tango, un comic-art de Hermann Huppen.
- Christmas Eve/Sarajevo 12/24, canción de Savatage y la Trans-Siberian Orchestra.
- Miss Sarajevo, canción de U2 y Brian Eno.
- Sarajevo, canción de la banda de Power Metal Axxis
- Territorio comanche, libro de Arturo Pérez-Reverte.
- Territorio Comanche, película de Gerardo Herrero.
- Fax From Sarajevo, comic-art de Joe Kubert.
- My Childhood Under Fire: A Sarajevo Diary, libro de Nadja Halilbegovich.
- Natasha's Story, libro de Michael Nicholson.
- Regarding The Pain Of Others, libro de Susan Sontag.
- Remember Sarajevo, libro de Roger Richards.
- Romeo and Juliet in Sarajevo, un documental de la PBS.
- The Fixer, novela gráfica de Joe Sacco.
- Welcome To Sarajevo, filme de Michael Winterbottom (1997).
- Le Sommeil du monstre, libro-comic de Enki Bilal.
- Història d'amor a Sarajevo, novela de Jaume Benavente, Premio Ramón Muntaner 2005.
- El violonchelista de Sarajevo, novela de Steven Galloway (2008).
- Grbavica, filme sobre el sufrimiento de las viudas de guerra, de Jasmila Zbanić (2006).
- El grupo argentino Man Ray , hace referencia a la guerra civil yugoslava y principalmente al sitio de Sarajevo en su canción "ciclones".
- My War Gone By, I Miss It So, un libro autobiográfico de Anthony Loyd.
- El círculo perfecto (Savrseni krug), película de Ademir Kenović (1997).
- 1395 Days Without Red, proyecto colaborativo de los artistas Šejla Kamerić y Anri Sala, con la colaboración de Ari Benjamin Meyers (2011).
- Shot Through the Heart (Disparo al corazón), filme sobre el sitio de Sarajevo de David Attwod con Vincent Pérez.
- This War of Mine, juego de 11 Bit studios (2014), que se trata de ciudadanos intentando sobrevivir el sitio.
- Twice Born (Volver a Nacer) Película de Sergio Castellito (2012)